# Miss Corée

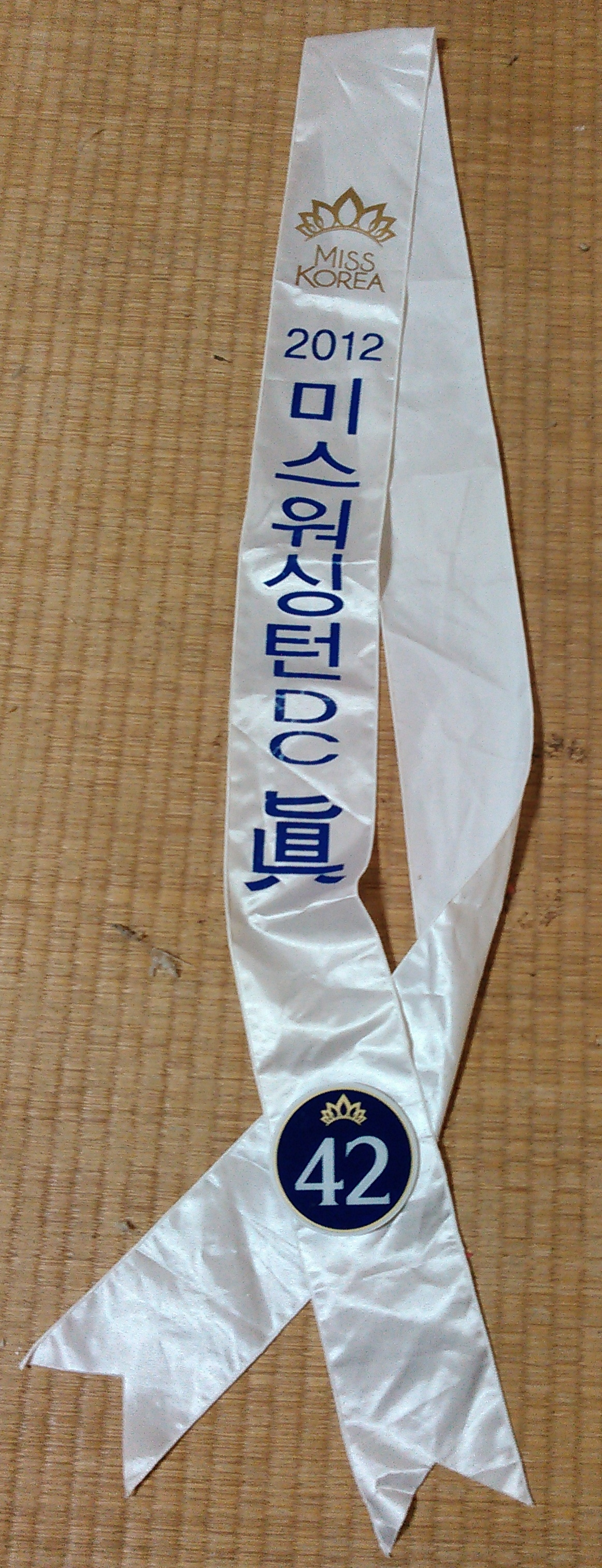
2012 Mlle Corée Washington DC Grand Prix vainqueur de la ceinture

Miss Corée est un concours de beauté féminine destiné aux jeunes femmes habitantes et de nationalité coréenne. Il a créé en 1957 par le journal coréen Hankook Ilbo.
La lauréate du concours (진, jin) est désignée pour représenter le pays à Miss Univers. Les deux finalistes (선, sun) qui sont équivalentes au titre de première dauphine vont concourir à Miss International ou Miss Terre. Le concours est diffusé à la télévision depuis 1972.
Le 16 mars 2011, la président de l'Organisation Miss Monde, Julia Morley a annoncé le lancement du concours Miss Monde Corée, qui est actuellement présidé par Park Jeong-ah. Depuis 2011, la première dauphine de Miss Corée représente son pays à Miss International au lieu de Miss Monde. 
La détentrice du titre est Kim Soo-min, élue Miss Corée 2018.

## Lauréates
| Année | Nom                                 | Titre régional                        | Lieu du couronnement                                             |
| ----- | ----------------------------------- | ------------------------------------- | ---------------------------------------------------------------- |
| 1957  | Park Hyun-ok                        | Élue sans titre régional              | Théâtre national de Corée, Jung-gu, Séoul                        |
| 1958  | Oh Geum-sun                         | Élue sans titre régional              | Cinéma Daehan, Jung-gu, Séoul                                    |
| 1959  | Oh Hyun-ju                          | Élue sans titre régional              | Cinéma Daehan, Jung-gu, Séoul                                    |
| 1960  | Son Mi-hee-ja                       | Élue sans titre régional              | Seoul Stadium Special Stage, Séoul                               |
| 1961  | Seo Yang-hee                        | Élue sans titre régional              | Seoul Stadium Special Stage, Séoul                               |
| 1962  | Seo Bum-ju                          | Élue sans titre régional              | Changgyeonggung, Jung-gu, Séoul                                  |
| 1963  | Kim Myoung-ja                       | Élue sans titre régional              | Centre civique de Séoul, Jongno-gu, Séoul                        |
| 1964  | Shin Jung-hyun                      | Élue sans titre régional              | Gyeongbokgung Special Stage, Jongno-gu, Séoul                    |
| 1965  | Kim Eun-ji                          | Élue sans titre régional              | Gyeongbokgung Special Stage, Jongno-gu, Séoul                    |
| 1966  | Yoon Gui-hyun                       | Élue sans titre régional              | Gyeongbokgung Special Stage, Jongno-gu, Séoul                    |
| 1967  | Hong Joung-ae                       | Élue sans titre régional              | Centre civique de Séoul, Jongno-gu, Séoul                        |
| 1968  | Kim Yoon-Jung                       | Élue sans titre régional              | Jangchung Gymnasium, Jung-gu, Séoul                              |
| 1969  | Lim Hyun-jung                       | Élue sans titre régional              | Jangchung Gymnasium, Jung-gu, Séoul                              |
| 1970  | Yoo Young-ae                        | Élue sans titre régional              | Centre civique de Séoul, Jongno-gu, Séoul                        |
| 1971  | Noh Mi-ae                           | Miss Corée Busan 1971                 | Centre civique de Séoul, Jongno-gu, Séoul                        |
| 1972  | Park Yeon-joo                       | Miss Corée Séoul 1972                 | Jangchung Gymnasium, Jung-gu, Séoul                              |
| 1973  | Kim Young-ju                        | Miss Corée Séoul 1973                 | Jangchung Gymnasium, Jung-gu, Séoul                              |
| 1974  | Kim Eun-jung (nom réel:Kim Jae-kyu) | Miss Corée Daejeon Chungnam 1974      | Jangchung Gymnasium, Jung-gu, Séoul                              |
| 1975  | Seo Ji-hye (nom réel: Seo Young-ok) | Miss Corée Gyeongsangbuk-do 1975      | Jangchung Gymnasium, Jung-gu, Séoul                              |
| 1976  | Chung Kyung-sook                    | Miss Corée Jeollanam 1976             | Jangchung Gymnasium, Jung-gu, Séoul                              |
| 1977  | Kim Sung-hee                        | Miss Corée Séoul 1977                 | Jangchung Gymnasium, Jung-gu, Séoul                              |
| 1978  | Son Jung-eun                        | Miss Corée Séoul 1978                 | Jangchung Gymnasium, Jung-gu, Séoul                              |
| 1979  | Seo Jae-hwa                         | Miss Corée Séoul 1979                 | Jangchung Gymnasium, Jung-gu, Séoul                              |
| 1980  | Kim Eun-jung                        | Miss Corée Séoul 1980                 | Centre Culturel Sejong, Jongno-gu, Séoul                         |
| 1981  | Lee Eun-jung                        | Miss Corée Séoul 1981                 | Centre Culturel Sejong, Jongno-gu, Séoul                         |
| 1982  | Park Sun-hee                        | Miss Corée Séoul 1982                 | Centre Culturel Sejong, Jongno-gu, Séoul                         |
| 1983  | Lim Mi-sook                         | Miss Corée Séoul 1983                 | Centre Culturel Sejong, Jongno-gu, Séoul                         |
| 1984  | Choi Young-ok                       | Miss Corée Séoul 1984                 | Centre Culturel Sejong, Jongno-gu, Séoul                         |
| 1985  | Bae Young-ran                       | Miss Corée Jeollabuk-do 1985          | Centre Culturel Sejong, Jongno-gu, Séoul                         |
| 1986  | Kim Ji-eun                          | Miss Corée Séoul 1986                 | Centre Culturel Sejong, Jongno-gu, Séoul                         |
| 1987  | Jang Yoon-jeong                     | Miss Corée Daegu 1987                 | Centre Culturel Sejong, Jongno-gu, Séoul                         |
| 1988  | Kim Sung-ryung                      | Miss Corée Séoul 1988                 | Centre Culturel Sejong, Jongno-gu, Séoul                         |
| 1989  | Oh Hyun-kyung                       | Miss Corée Séoul 1989                 | Centre Culturel Sejong, Jongno-gu, Séoul                         |
| 1990  | Seo Jung-min                        | Miss Corée Séoul 1990                 | Centre Culturel Sejong, Jongno-gu, Séoul                         |
| 1991  | Lee Young-hyun                      | Miss Corée Séoul 1991                 | Centre Culturel Sejong, Jongno-gu, Séoul                         |
| 1992  | Yoo Ha-young                        | Miss Corée Séoul 1992                 | KBS Hall, Yeongdeungpo-gu, Séoul                                 |
| 1993  | Goong Sun-young                     | Miss Corée Séoul 1993                 | Centre Culturel Sejong, Jongno-gu, Séoul                         |
| 1994  | Han Sung-ju                         | Miss Corée Séoul 1994                 | Centre Culturel Sejong, Jongno-gu, Séoul                         |
| 1995  | Kim Yun-Jung                        | Miss Corée Séoul 1995                 | Centre Culturel Sejong, Jongno-gu, Séoul                         |
| 1996  | Lee Eun-hee                         | Miss Corée Séoul 1996                 | Centre Culturel Sejong, Jongno-gu, Séoul                         |
| 1997  | Kim Ji-yeon                         | Miss Corée Séoul 1997                 | Centre Culturel Sejong, Jongno-gu, Séoul                         |
| 1998  | Choi Ji-hyun                        | Miss Corée Séoul 1998                 | Centre Culturel Sejong, Jongno-gu, Séoul                         |
| 1999  | Kim Yeon-joo                        | Miss Corée Daejeon Chungnam 1999      | Centre Culturel Sejong, Jongno-gu, Séoul                         |
| 2000  | Kim Sa-rang                         | Miss Corée Séoul 2000                 | Centre Culturel Sejong, Jongno-gu, Séoul                         |
| 2001  | Kim Min-kyoung                      | 1re dauphine de Miss Corée Séoul 2001 | Centre Culturel Sejong, Jongno-gu, Séoul                         |
| 2002  | Keum Na-na                          | Miss Corée Gyeongsangbuk-do 2002      | Centre Culturel Sejong, Jongno-gu, Séoul                         |
| 2003  | Choi Yun-Young                      | Miss Corée Séoul 2003                 | Universal Arts Center, Gwangjin-gu, Séoul                        |
| 2004  | Kim So-young                        | 1re dauphine de Miss Corée Séoul 2004 | Hall olympique du parc olympique de Séoul, Songpa-gu, Séoul      |
| 2005  | Kim Joo-hee                         | Miss Corée Séoul 2005                 | Grand Hilton Hotel Seoul, Seodaemun-gu, Séoul                    |
| 2006  | Lee Ha-nui                          | Miss Corée Séoul 2006                 | Centre Culturel Sejong, Jongno-gu, Séoul                         |
| 2007  | Lee Ji-sun                          | Miss Corée Séoul 2007                 | Centre Culturel Sejong, Jongno-gu, Séoul                         |
| 2008  | Na Ry                               | 1re dauphine de Miss Corée Séoul 2008 | Centre Culturel Sejong, Jongno-gu, Séoul                         |
| 2009  | Kim Joo-ri                          | Miss Corée Séoul 2009                 | Centre Culturel Sejong, Jongno-gu, Séoul                         |
| 2010  | Jung So-ra                          | 1re dauphine de Miss Corée Séoul 2010 | Centre Culturel Sejong, Jongno-gu, Séoul                         |
| 2011  | Lee Sung-hye                        | Miss Corée Séoul 2011                 | Centre Culturel Sejong, Jongno-gu, Séoul                         |
| 2012  | Kim Yu-mi                           | Miss Corée Séoul 2012                 | Grand Peace Hall de l'université Kyung Hee, Dongdaemun-gu, Séoul |
| 2013  | Yoo Ye-bin                          | Miss Corée Daegu 2013                 | Centre Culturel Sejong, Jongno-gu, Séoul                         |
| 2014  | Kim Seo-yeon                        | Miss Corée Séoul 2014                 | Hall olympique du parc olympique de Séoul, Songpa-gu, Séoul      |
| 2015  | Lee Min-ji                          | Miss Corée Gyeonggi 2015              | Universal Arts Center, Gwangjin-gu, Séoul                        |
| 2016  | Kim Jin-sol                         | Miss Corée Séoul 2016                 | Hall de la paix, Université Kyung Hee, Séoul                     |
| 2017  | Seo Jae-won                         |                                       |                                                                  |
| 2018  | Kim Soo-min                         |                                       |                                                                  |

Note: Le concours Miss Corée Séoul sélectionne une seule lauréate depuis 1994. De 1971 à 1993, la sélection des candidates séouliennes pouvaient aller jusqu'à une dizaine contrairement aux autres concours régionaux où ils ne sélectionnaient généralement qu'une seule lauréate.Miss Daegu 2013 Yoo Ye-Bin.jpg

## Galerie

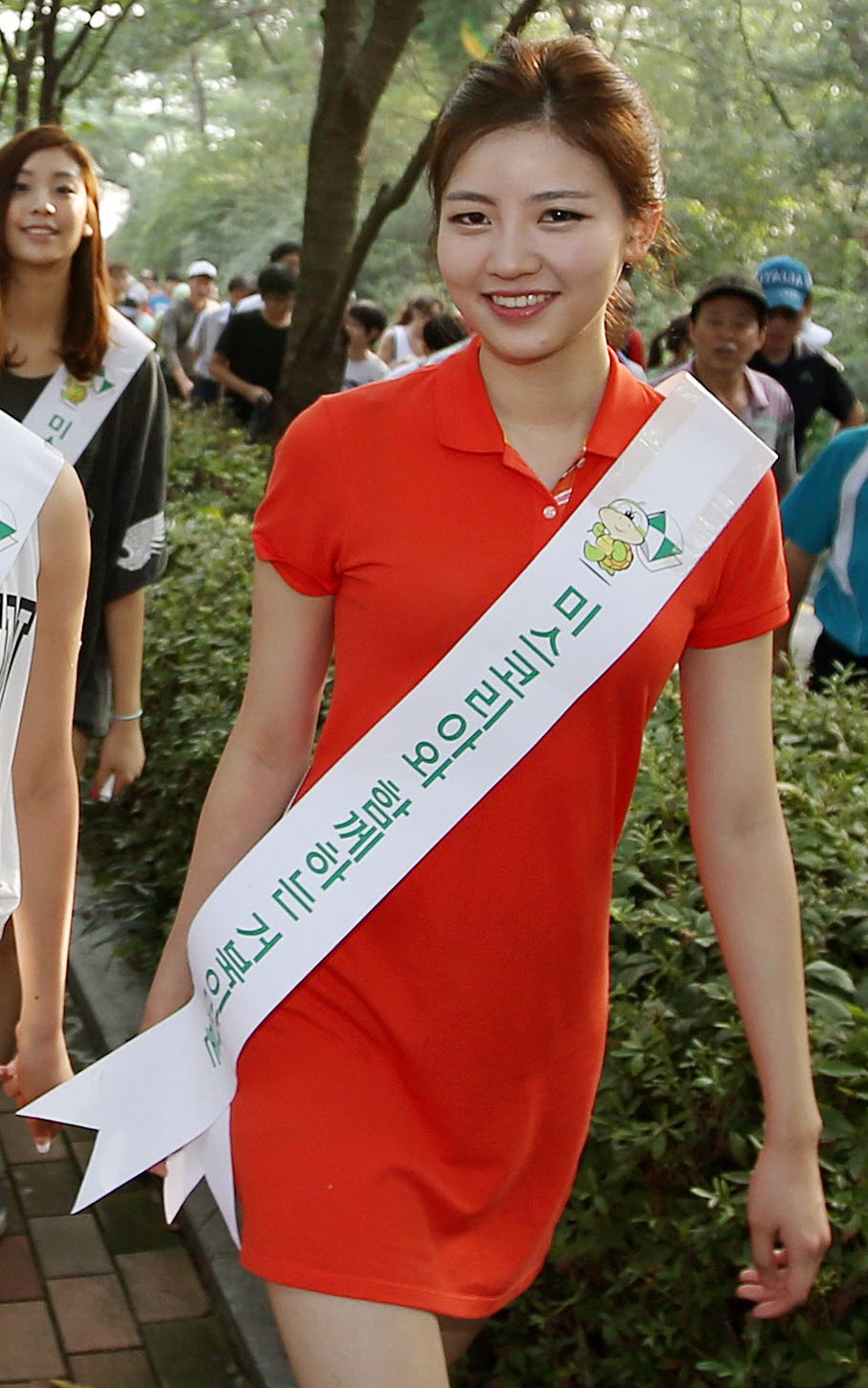
Kim Seo-yeon, Miss Corée 2014.
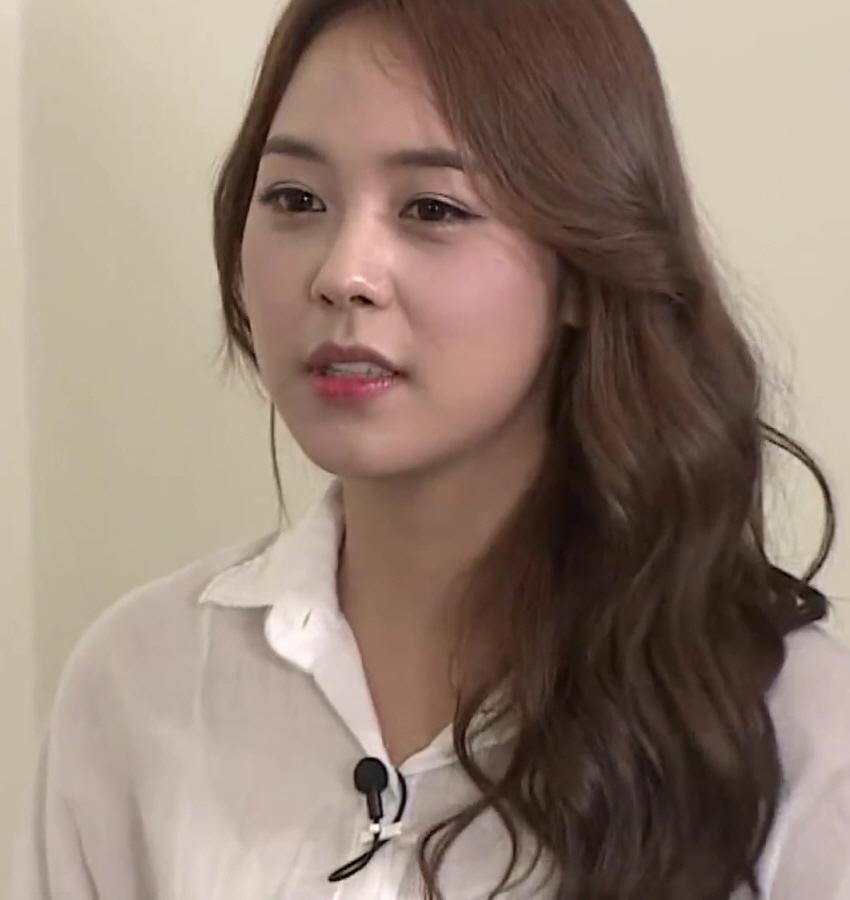
Yoo Ye-bin, Miss Corée 2013.
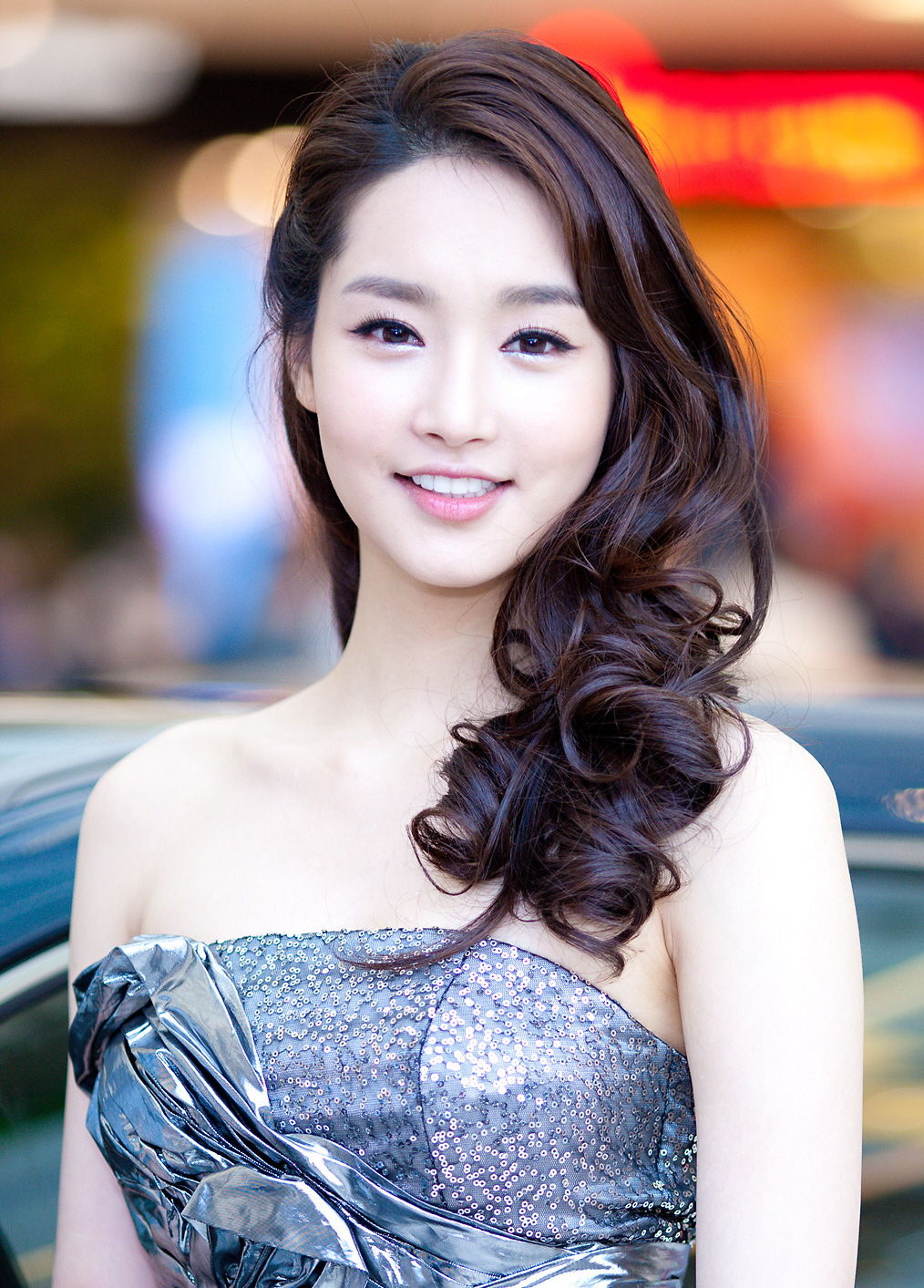
Kim Yu-mi, Miss Corée 2012.
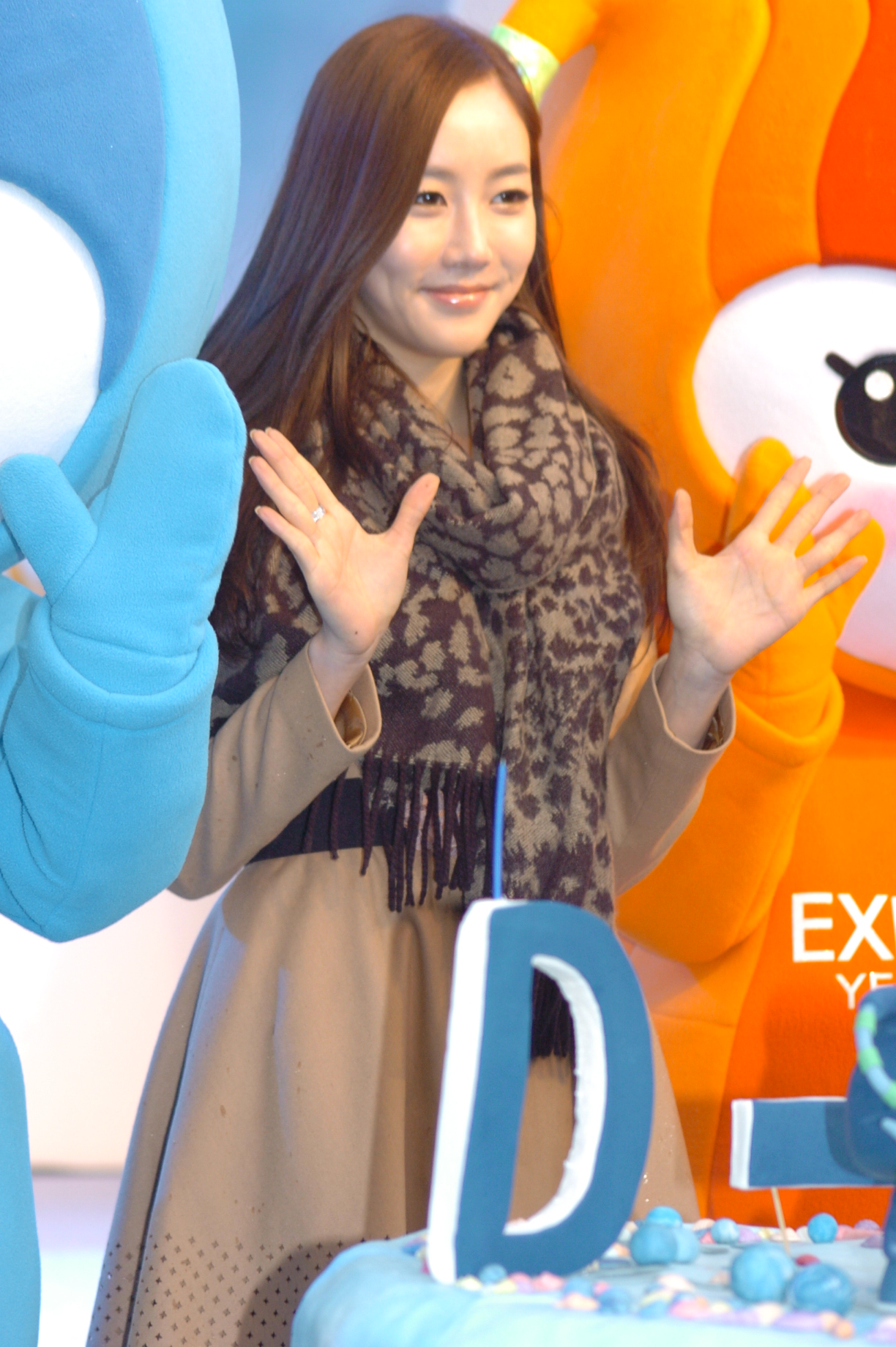
Lee Sung-hye, Miss Corée 2011.
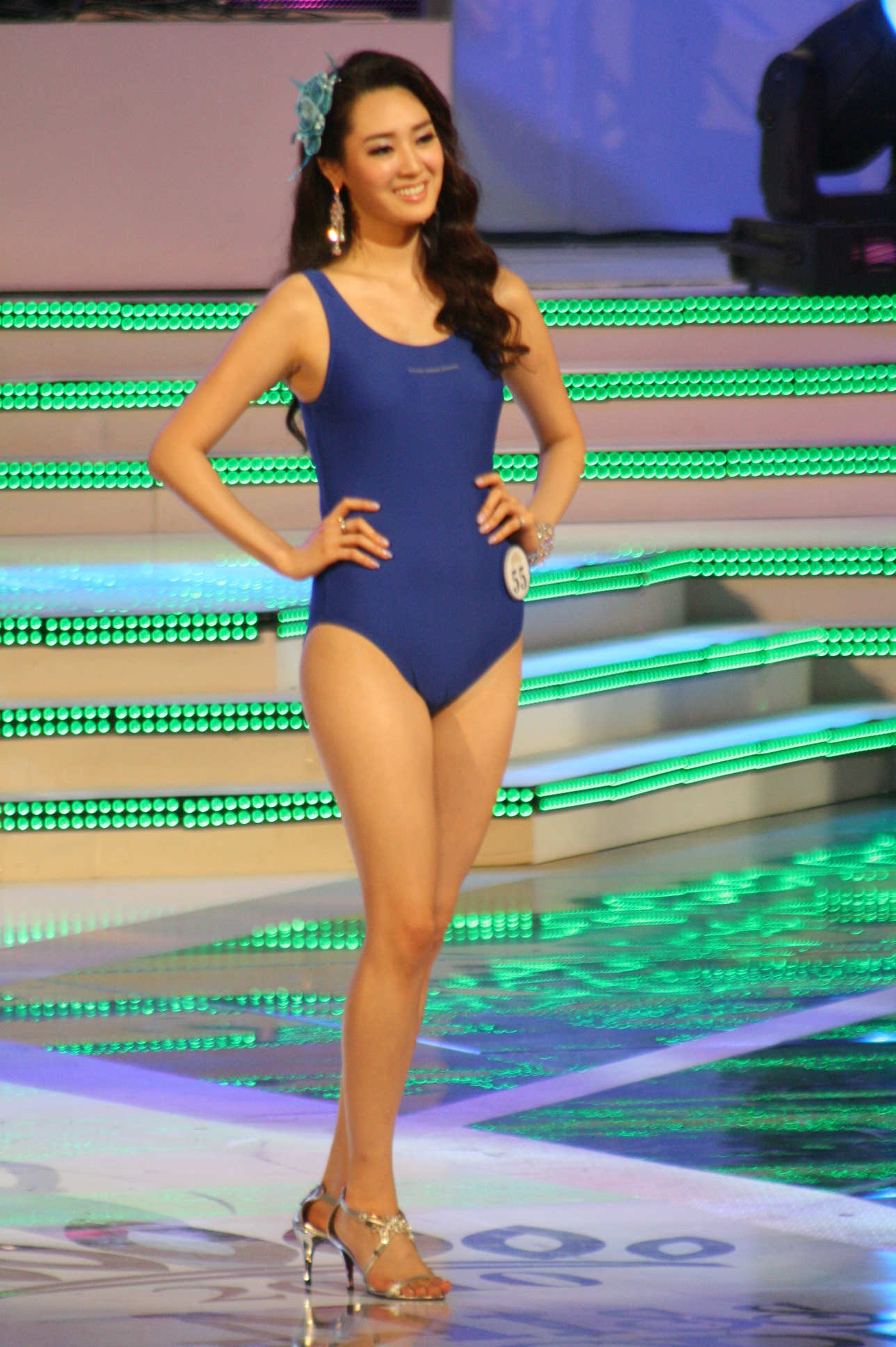
Chong So-ra, Miss Corée 2010.
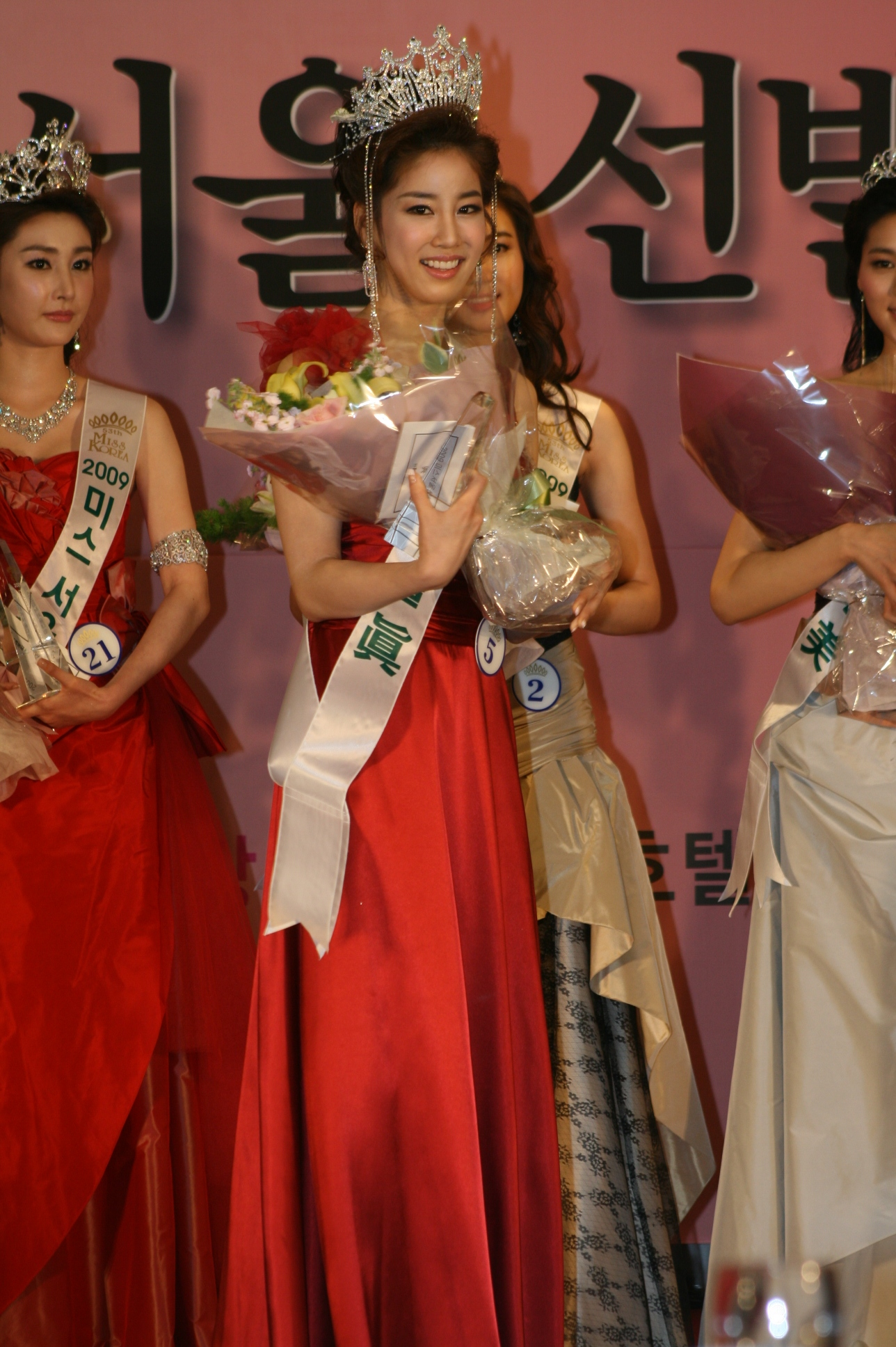
Kim Joo-ri, Miss Corée 2009.
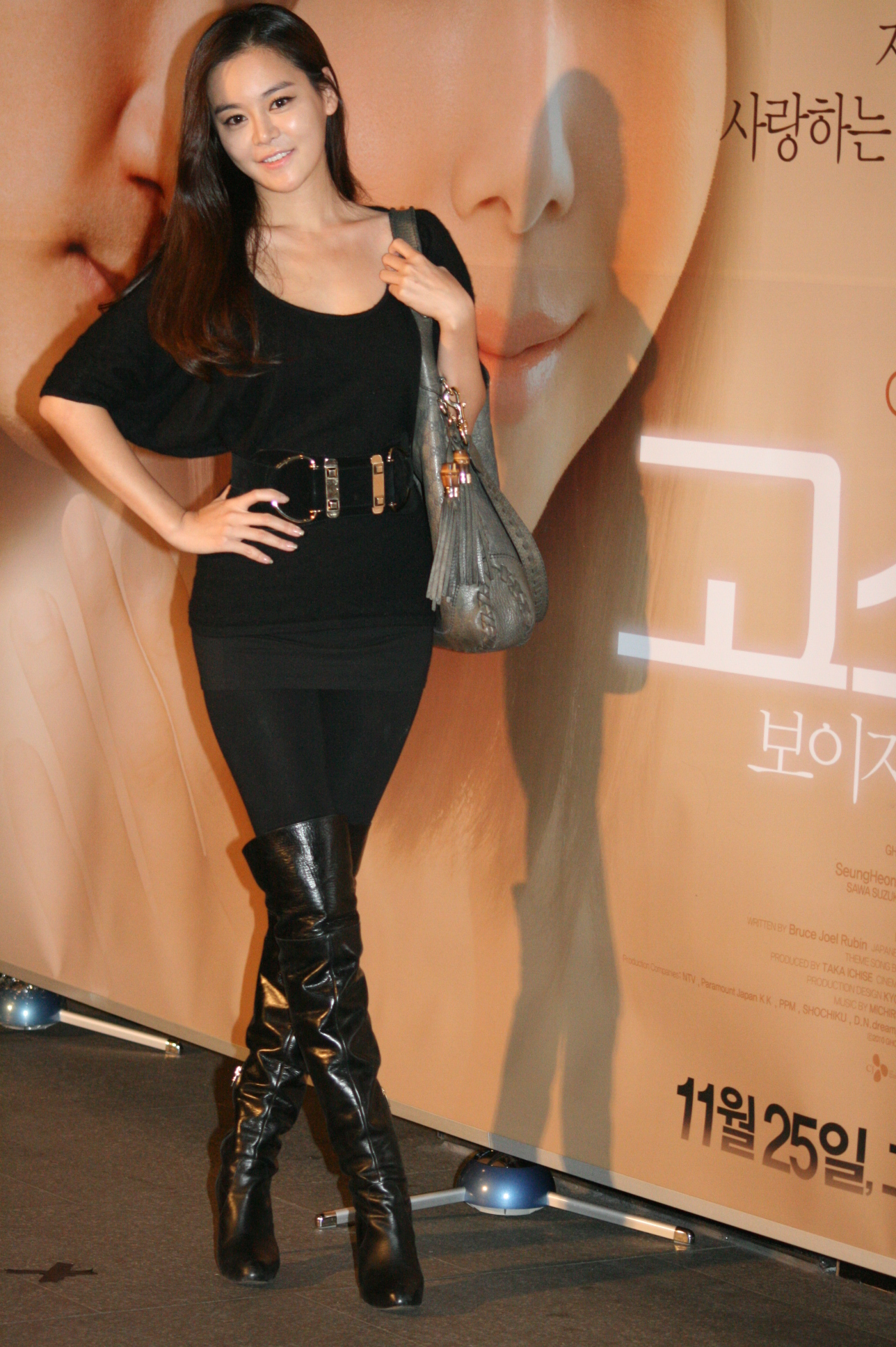
Lee Ji-sun, Miss Corée 2007.
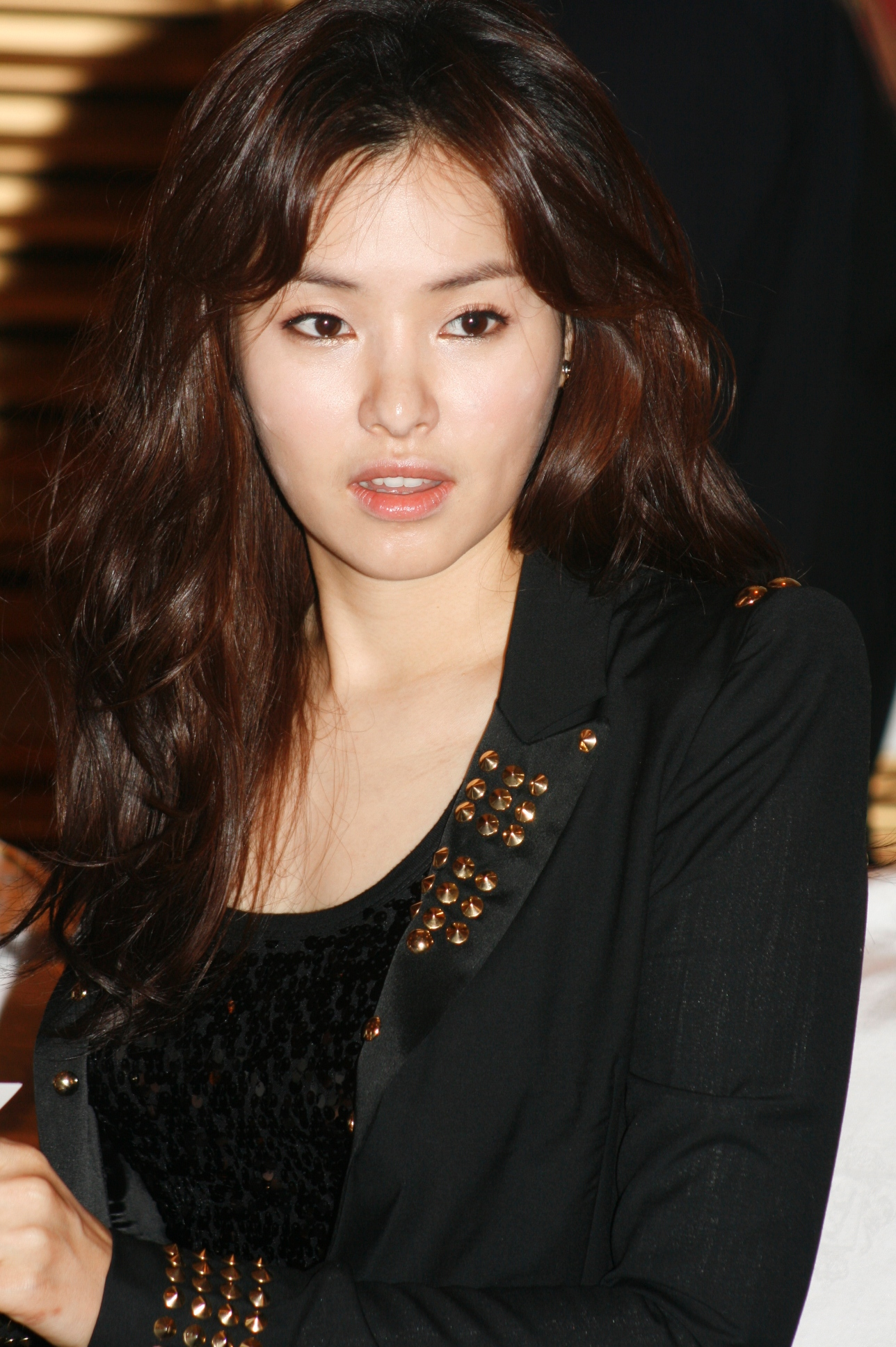
Lee Ha-nui, Miss Corée 2006.
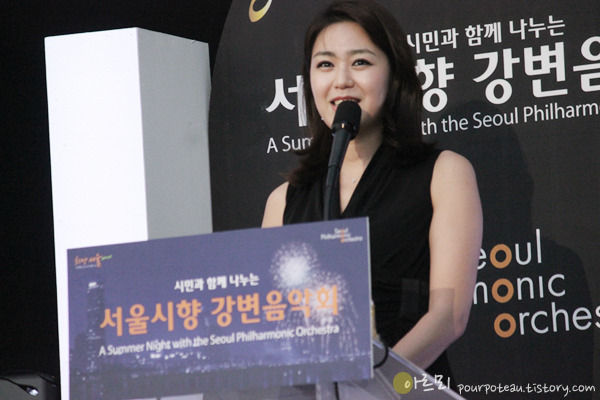
Kim Joo-hee, Miss Corée 2005.
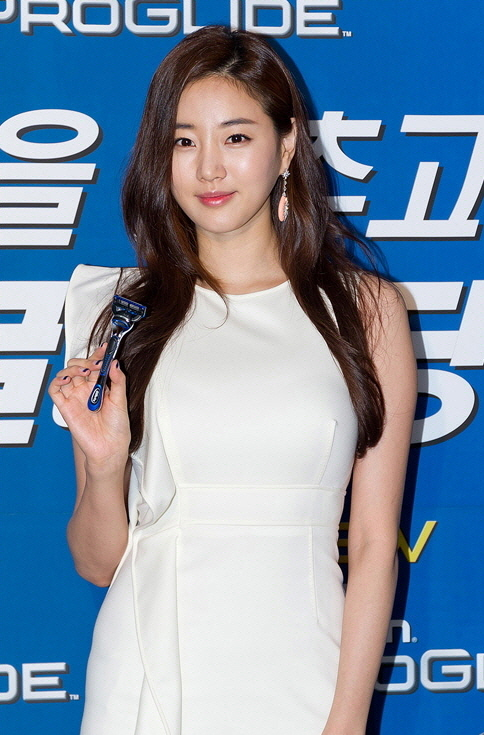
Kim Sa-rang, Miss Corée 2000.
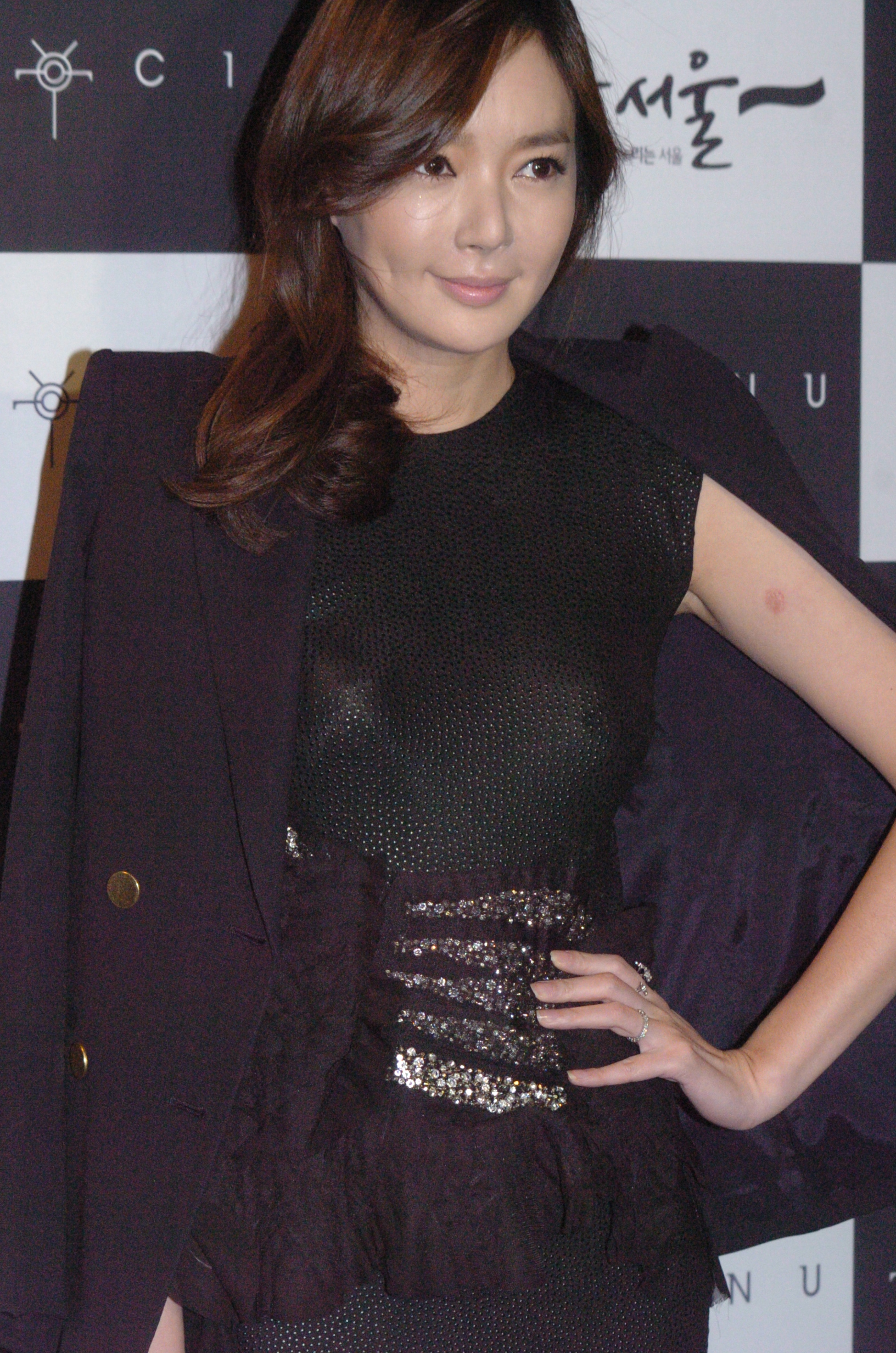
Kim Yeon-joo, Miss Corée 1999.
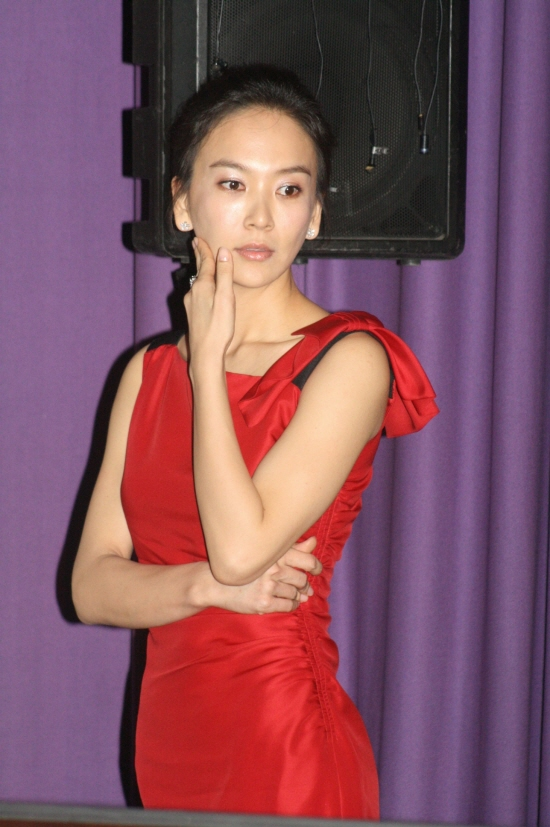
Choi Ji-hyun, Miss Corée 1998.
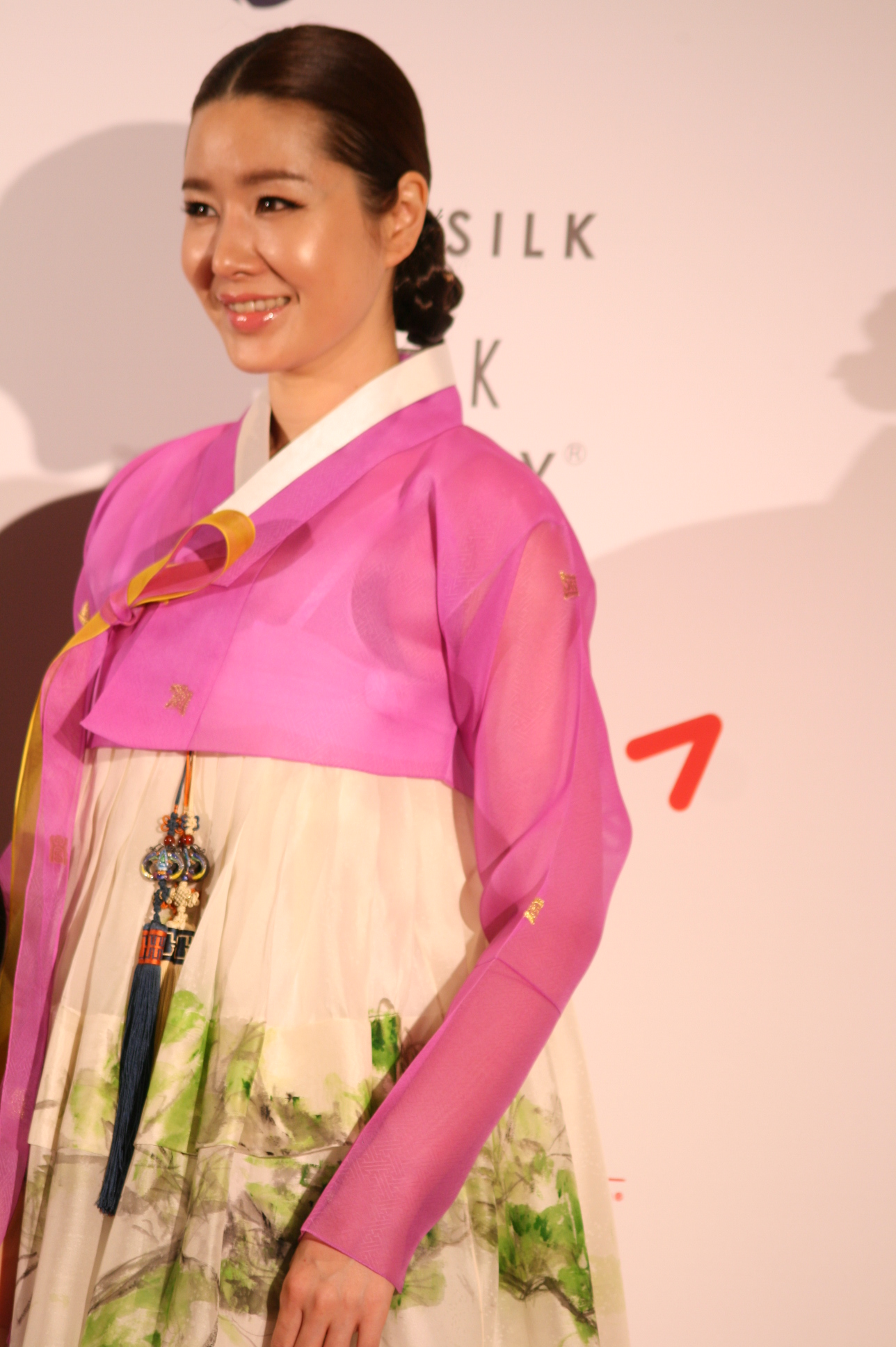
Kim Ji-yeon, Miss Corée 1997.
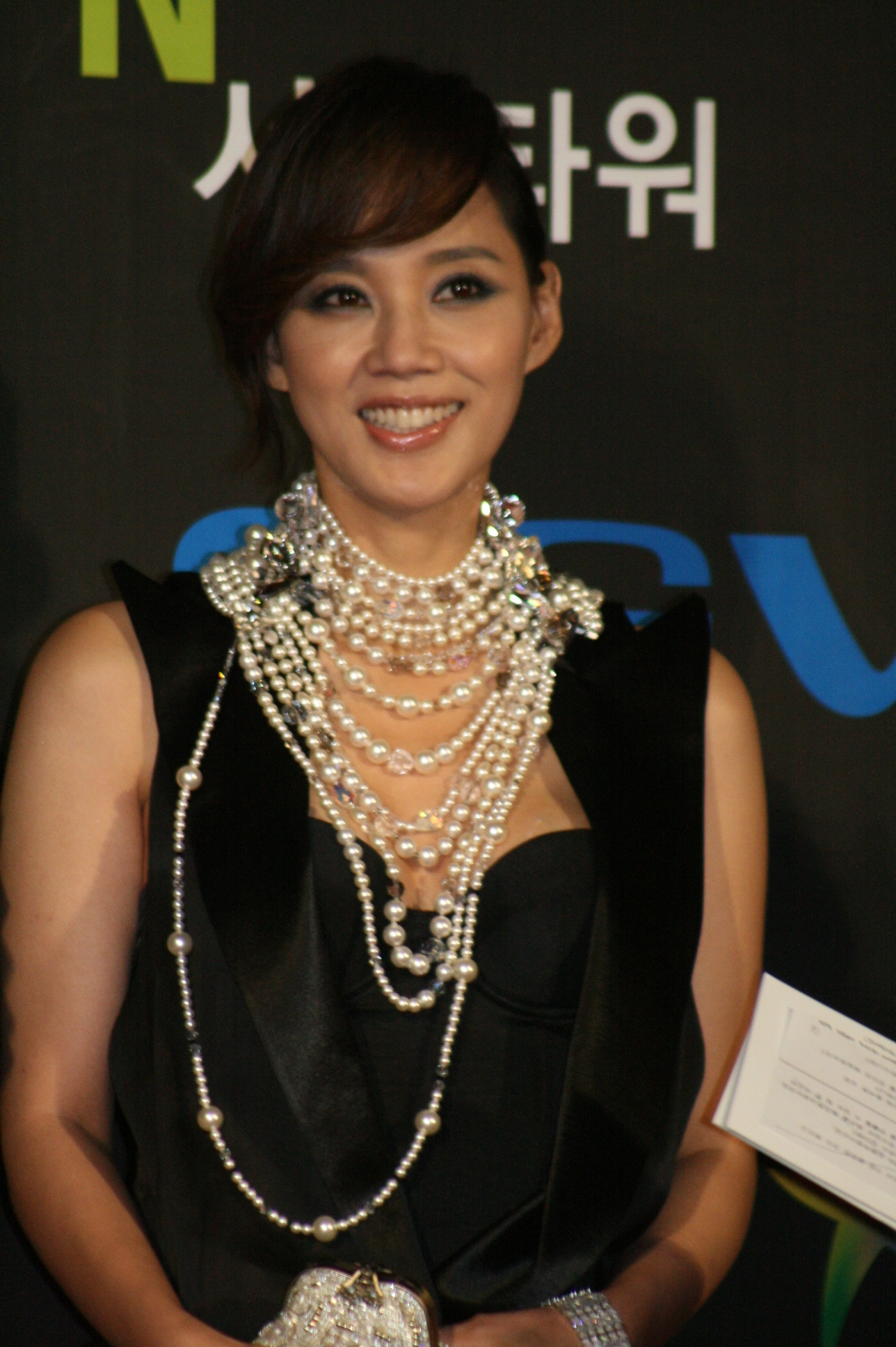
Oh Hyun-kyung, Miss Corée 1989.

## Représentation de la Corée aux concours internationaux majeurs
Classement à Miss Monde :
- Élue 1re dauphine de Miss Monde
  - Choi Yeon-hee (1988), Miss Corée Séoul 1987.
- Élue 4e dauphine de Miss Monde
  - Do Kyung-min (2011), Miss Monde Corée 2011.

Classement à Miss Univers :
- Élues 1re dauphine de Miss Univers
  - Jang Yoon-jeong (1988), Miss Corée Daegu 1987 & Miss Corée 1987.
- Élues 3e dauphine de Miss Univers
  - Lee Ha-nui (2007), Miss Corée Séoul 2006 & Miss Corée 2006.

## Titres remportés par la Corée aux concours internationaux
| Concours international                       | Titres | Année(s) | Lauréate       |
| -------------------------------------------- | ------ | -------- | -------------- |
| World Miss University                        | 3      |          |                |
| World Miss University                        | 3      | 1987     | Choi Yun-hee   |
| World Miss University                        | 3      | 1997     | Jang Hae-yun   |
| World Miss University                        | 3      | 2009     | Cho Eun-ju     |
| Miss Asie Pacifique International            | 3      |          |                |
| Miss Asie Pacifique International            | 3      | 1969     | Seo Won-kyoung |
| Miss Asie Pacifique International            | 3      | 1995     | Yoon Mi-jung   |
| Miss Asie Pacifique International            | 3      | 2002     | Kim So-yoon    |
| Miss Sourds International                    | 1      | 2014     | Kim Ye-jin     |
| Miss Tourism Queen of the Year International | 1      | 2010     | Ha Hyun-jung   |
| Miss Amitié International                    | 1      | 2010     | Ha Gowun       |
| Miss Asie                                    | 1      | 1963     | Choi In-ja     |